# کرن مور
«کرن مور» (عبری: קרן מור‎؛ زادهٔ ۱۸ مارس ۱۹۶۴) بازیگر و کمدین اسرائیلی است.

## زندگی‌نامه
مور در طول خدمت سربازی اجباری خود در ارتش اسرائیل بازیگری را در استودیوی بازیگری نیسان ناتیو در تل آویو آموخت. مور با بازیگر اسرائیلی مناشه نوی ازدواج کرده‌است. این زوج دو فرزند دارند.
اولین حضور مهم فیلم مور در «آبا گانو» (۱۹۸۷) بود. بعداً در فیلم‌های آموس گیتای "برلین-یرشلیم" (۱۹۸۹) و "شورو" (۱۹۹۱) ظاهر شد. در سال ۱۹۹۲ در فیلم کوتاهخاموش با چالش داسبرگ و در "کوالیم" (۱۹۹۲) با آریک انیشتین و مونی موشونوف بازی کرد.
کار تلویزیونی مور با حضور او در برنامه‌های کمدی اسرائیلی "هاولام هارو" و "زهو زه!" آغاز شد. در سال ۱۹۹۳، او به شای آویوی، داو نافون
، رامی هوبرگرو مناشه نوی در سریال اسراییلی "هاهامیشیا هاکامریت پیوست." این برنامه بین سال‌های ۹۳–۱۹۹۷ پخش شد. در سال ۱۹۹۶، او در فیلم "کلاویم لو نووهیم بیاروک" ظاهر شد.
مور در سال ۱۹۹۷ در فیلم "اورتور ۱۸۱۲" مناشه نوی با آمی اسمولارتچیک و در "بیپ" به همراه دفنا رچتر بازی کرد. در سال ۱۹۹۸ مور در دومین فیلم "روند" نوی و در فیلم "یوم یوم" آموس گیتای به همراه هانا مارون و دالیت کاهان شرکت کرد.
در سال ۲۰۰۰، مور در سریال تلویزیونی درام اسرائیلی "ها-بورگانیم" ظاهر شد که در آن با بازیگران اصلی "هاهامیشیا هاکامریت" بازی کرد. این برنامه بین سال‌های ۲۰۰۰ تا ۲۰۰۵ پخش شد. در آن زمان مور در فیلم کوتاه تلویزیونی "باچوراً با دان تورن ظاهر شد.
مور در سال ۲۰۰۴ در فیلم «سال صفر» ساخته جوزف پیچادزه بازی کرد. در آن سال او در سریال طرح تلویزیونی "کتزاریم" در کنار مونی موشونوف و یووال سگال ظاهر شد. در سال ۲۰۰۵ مور نیز به همراه تال فریدمن در فیلم شادی شرکت کرد. در سال ۲۰۰۶ مور با رونیت الکابتز و مناشه نوی در سریال تلویزیونی «پاراشات ها-شاووا» بازی کرد. در سال ۲۰۰۸ در فیلم «شیوا» ساخته شلومی و رونیت الکابتز ظاهر شد.

## فیلم‌شناسی
- ابا گانو- ۱۹۸۷
- آبا با این پوزخند - ۱۹۸۹
- برلین-یرشلیم - ۱۹۸۹
- مواظب - ۱۹۹۰
- کوالیم - ۱۹۹۲
- هاهامیشیا هاکامریت - ۱۹۹۳–۱۹۹۷
- کلاویم لو نووهیم بیاروک - ۱۹۹۶
- اورتور ۱۸۱۲–۱۹۹۷
- یوم یوم - ۱۹۹۸
- ها-بورگانیم - ۲۰۰۰–۲۰۰۵
- سال صفر - ۲۰۰۴
- کتزاریم- ۲۰۰۴–۲۰۰۹
- شادی - ۲۰۰۵
- ژست ناپسند - ۲۰۰۶
- شیوا - ۲۰۰۸
- کارامل - ۲۰۰۹